# Selección femenina de fútbol de Rusia
La Selección femenina de fútbol de Rusia (en ruso, Женская сборная России по футболу) es el equipo representativo del país en las competiciones oficiales. Su organización está a cargo de la Unión del Fútbol de Rusia, perteneciente a la UEFA. Es el sucesor de la selección femenina de la Unión Soviética, fundada en 1990, sólo un año antes del hundimiento de dicho estado. 
Su mayor éxito son dos apariciones en cuartos de final del Mundial, en sus dos únicas participaciones. En la Eurocopa es un habitual, pero nunca ha superado la fase de grupos. Nunca se han clasificado para los Juegos Olímpicos.

## Historia
Rusia debutó en un torneo final en la Eurocopa 1997. Cayó en la primera fase al perder los tres partidos, contra Suecia (2-1), Francia (3-1) y España (1-0). 
Debutó en el Mundial en 1999, tras eliminar a Finlandia en la repesca. Tras perder 2-1 contra Noruega, vigente campeón, golearon a Japón (5-0) y a Canadá (4-1). En cuartos de final perdieron 2-0 contra China. 
En la Eurocopa 2001 Rusia cayó en la primera fase con un empate (1-1 contra Inglaterra) y dos derrotas (5-0 contra Alemania y 1-0 contra Suecia). 
En el Mundial 2003 pasaron a cuartos de final como segundo, tras ganar a Australia (2-1) y Ghana (3-0) y perder contra China (1-0). En cuartos Alemania le endosó un 7-1. Es la última vez que superaron una primera fase hasta la fecha. 
En 2004 Finlandia se tomó la revancha de 1999 en otra repesca y dejó a Rusia fuera de la Eurocopa 2005. Tampoco se clasificaron para el Mundial 2007.
Regresaron en la Eurocopa 2009, tras elimianr a Escocia en la repesca. Como en 1997, perdieron los tres partidos: 3-0 contra Suecia, 3-2 contra Inglaterra y 2-0 contra Italia. En cambio, volvieron a quedarse fuera del Mundial 2011. 
En la Eurocopa 2013 volvieron a clasificarse via repesca, esta vez eliminando a Austria. Tras perder contra Francia (3-1) empataron 1-1 contra Inglaterra y España. Empatados técnicamente con Dinamarca, pudieron clasificarse para cuartos de final como uno de los dos mejores terceros, pero perdieron el sorteo.

## Plantilla 2013-14
- Porteras: Alena Belyaeva, Yulia Grichenko, Margarita Shirokova, Elvira Todua, Maria Zhamanakova
- Defensas: Yulia Besolova, Ekaterina Dmitrienko, Yulia Gordeeva, Daria Makarenko, Elena Medved, Valentina Orlova, Olga Petrova, Marina Pushkareva, Alla Sidorovskaya, Anna Sinyutina, Ksenia Tsybutovich
- Mediocentros: Ekaterina Denisova, Anna Cholovyaga, Olesya Mashina, Natalia Osipova, Valentina Savchenkova, Anastasia Shevchenko, Elena Terejova, Svetlana Tsydikova
- Delanteras: Nelli Korovkina, Elena Kostareva, Elena Morozova, Ekaterina Pantyujina, Ekaterina Sochneva

## Entrenadores
| Años      | Entrenador        | Torneos                                      | Éxitos                                        |
| --------- | ----------------- | -------------------------------------------- | --------------------------------------------- |
| 1989-1994 | Oleg Lapshin      |                                              |                                               |
| 1994-2008 | Yuri Bistristskiy | Mundiales 1999 y 2003, Eurocopas 1997 y 2005 | Cuartos de final en los Mundiales 1999 y 2003 |
| 2008-2011 | Igor Shalimov     | Eurocopa 2009                                |                                               |
| 2011      | Vera Pauw         |                                              |                                               |
| 2011-2012 | Farid Benstiti    |                                              |                                               |
| 2012-     | Sergei Lavrentyev | Eurocopa 2013                                |                                               |

## Últimos partidos y próximos encuentros
Actualizado al último partido jugado el 2 de diciembre de 2024
| Fecha      | Ciudad      | Local      | Resultado | Visitante       | Competición      |
| ---------- | ----------- | ---------- | --------- | --------------- | ---------------- |
| 15-07-2024 | Moscú       | Rusia      | 0:0       | Corea del Norte | Partido amistoso |
| 26-10-2024 | Serik       | Rusia      | 4:0       | Kenia           | Partido amistoso |
| 29-10-2024 | Antalya     | Rusia      | 2:1       | Haití           | Partido amistoso |
| 28-11-2024 | Sochi       | Rusia      | 1:0       | Azerbaiyán      | Partido amistoso |
| 02-12-2024 | Sochi       | Azerbaiyán | 0:1       | Rusia           | Partido amistoso |
| 20-02-2025 | Al Hamriyah | Rusia      | -:-       | Tailandia       | Partido amistoso |

## Estadísticas

### Copa Mundial Femenina de Fútbol
| Año   | Ronda                                               | Posición                                            | PJ                                                  | PG                                                  | PE                                                  | PP                                                  | GF                                                  | GC                                                  | Dif.                                                |
| ----- | --------------------------------------------------- | --------------------------------------------------- | --------------------------------------------------- | --------------------------------------------------- | --------------------------------------------------- | --------------------------------------------------- | --------------------------------------------------- | --------------------------------------------------- | --------------------------------------------------- |
| 1991  | Sin participación                                   | Sin participación                                   | Sin participación                                   | Sin participación                                   | Sin participación                                   | Sin participación                                   | Sin participación                                   | Sin participación                                   | Sin participación                                   |
| 1995  | No clasificó                                        | No clasificó                                        | No clasificó                                        | No clasificó                                        | No clasificó                                        | No clasificó                                        | No clasificó                                        | No clasificó                                        | No clasificó                                        |
| 1999  | Cuartos de final                                    | 5.º                                                 | 2                                                   | 2                                                   | 0                                                   | 2                                                   | 10                                                  | 5                                                   | +5                                                  |
| 2003  | Cuartos de final                                    | 8.º                                                 | 4                                                   | 2                                                   | 0                                                   | 2                                                   | 6                                                   | 9                                                   | -3                                                  |
| 2007  | No clasificó                                        | No clasificó                                        | No clasificó                                        | No clasificó                                        | No clasificó                                        | No clasificó                                        | No clasificó                                        | No clasificó                                        | No clasificó                                        |
| 2011  | No clasificó                                        | No clasificó                                        | No clasificó                                        | No clasificó                                        | No clasificó                                        | No clasificó                                        | No clasificó                                        | No clasificó                                        | No clasificó                                        |
| 2015  | No clasificó                                        | No clasificó                                        | No clasificó                                        | No clasificó                                        | No clasificó                                        | No clasificó                                        | No clasificó                                        | No clasificó                                        | No clasificó                                        |
| 2019  | No clasificó                                        | No clasificó                                        | No clasificó                                        | No clasificó                                        | No clasificó                                        | No clasificó                                        | No clasificó                                        | No clasificó                                        | No clasificó                                        |
| 2023  | Descalificación por el conflicto bélico con Ucrania | Descalificación por el conflicto bélico con Ucrania | Descalificación por el conflicto bélico con Ucrania | Descalificación por el conflicto bélico con Ucrania | Descalificación por el conflicto bélico con Ucrania | Descalificación por el conflicto bélico con Ucrania | Descalificación por el conflicto bélico con Ucrania | Descalificación por el conflicto bélico con Ucrania | Descalificación por el conflicto bélico con Ucrania |
| 2027  | Por definir                                         | Por definir                                         | Por definir                                         | Por definir                                         | Por definir                                         | Por definir                                         | Por definir                                         | Por definir                                         | Por definir                                         |
| Total | 2/10                                                | ?.º                                                 | 8                                                   | 4                                                   | 0                                                   | 4                                                   | 16                                                  | 14                                                  | +2                                                  |

### Eurocopa Femenina
| Año         | Ronda                                               | Posición                                            | PJ                                                  | PG                                                  | PE                                                  | PP                                                  | GF                                                  | GC                                                  | Dif.                                                |
| ----------- | --------------------------------------------------- | --------------------------------------------------- | --------------------------------------------------- | --------------------------------------------------- | --------------------------------------------------- | --------------------------------------------------- | --------------------------------------------------- | --------------------------------------------------- | --------------------------------------------------- |
| 1984 a 1991 | Sin participación                                   | Sin participación                                   | Sin participación                                   | Sin participación                                   | Sin participación                                   | Sin participación                                   | Sin participación                                   | Sin participación                                   | Sin participación                                   |
| 1993 a 1995 | No clasificó                                        | No clasificó                                        | No clasificó                                        | No clasificó                                        | No clasificó                                        | No clasificó                                        | No clasificó                                        | No clasificó                                        | No clasificó                                        |
| 1997        | Primera fase                                        | 8.º                                                 | 3                                                   | 0                                                   | 0                                                   | 3                                                   | 2                                                   | 6                                                   | -4                                                  |
| 2001        | Primera fase                                        | 7.º                                                 | 3                                                   | 0                                                   | 1                                                   | 2                                                   | 1                                                   | 7                                                   | -6                                                  |
| 2005        | No clasificó                                        | No clasificó                                        | No clasificó                                        | No clasificó                                        | No clasificó                                        | No clasificó                                        | No clasificó                                        | No clasificó                                        | No clasificó                                        |
| 2009        | Primera fase                                        | 12.º                                                | 3                                                   | 0                                                   | 0                                                   | 3                                                   | 2                                                   | 8                                                   | -6                                                  |
| 2013        | Primera fase                                        | 9.º                                                 | 3                                                   | 0                                                   | 2                                                   | 1                                                   | 3                                                   | 5                                                   | -2                                                  |
| 2017        | Primera fase                                        | 13.º                                                | 3                                                   | 1                                                   | 0                                                   | 2                                                   | 2                                                   | 5                                                   | -3                                                  |
| 2022        | Descalificación por el conflicto bélico con Ucrania | Descalificación por el conflicto bélico con Ucrania | Descalificación por el conflicto bélico con Ucrania | Descalificación por el conflicto bélico con Ucrania | Descalificación por el conflicto bélico con Ucrania | Descalificación por el conflicto bélico con Ucrania | Descalificación por el conflicto bélico con Ucrania | Descalificación por el conflicto bélico con Ucrania | Descalificación por el conflicto bélico con Ucrania |
| 2025        | Descalificación por el conflicto bélico con Ucrania | Descalificación por el conflicto bélico con Ucrania | Descalificación por el conflicto bélico con Ucrania | Descalificación por el conflicto bélico con Ucrania | Descalificación por el conflicto bélico con Ucrania | Descalificación por el conflicto bélico con Ucrania | Descalificación por el conflicto bélico con Ucrania | Descalificación por el conflicto bélico con Ucrania | Descalificación por el conflicto bélico con Ucrania |
| Total       | 5/14                                                | ?.º                                                 | 15                                                  | 1                                                   | 3                                                   | 11                                                  | 10                                                  | 31                                                  | -21                                                 |

### Otros torneos
| Año               | Ronda           | Posición | PJ | PG | PE | PP | GF | GC | Dif. |
| ----------------- | --------------- | -------- | -- | -- | -- | -- | -- | -- | ---- |
| Copa Algarve 1996 | Quinto Lugar    | 5.º      | 4  | 1  | 1  | 2  | 3  | 6  | -3   |
| USA Cup 1998      | Tercer Lugar    | 3.º      | 3  | 1  | 1  | 1  | 7  | 7  | 0    |
| USA Cup 2002      | Cuarto Lugar    | 4.º      | 3  | 1  | 0  | 2  | 3  | 8  | -5   |
| Copa Algarve 2014 | Noveno Lugar    | 9.º      | 4  | 2  | 0  | 2  | 7  | 6  | +1   |
| Copa Algarve 2016 | Sexto Lugar     | 6.º      | 4  | 1  | 1  | 2  | 1  | 8  | -7   |
| Copa Algarve 2017 | Octavo Lugar    | 8.º      | 4  | 1  | 0  | 3  | 3  | 12 | -9   |
| Copa Algarve 2018 | Duodécimo Lugar | 12.º     | 4  | 0  | 0  | 4  | 2  | 9  | -7   |
| Total             | 7 torneos       | ?.º      | 26 | 7  | 3  | 16 | 26 | 56 | -30  |

### Copa Mundial Sub-20
| 2002: | No clasificó     |
| 2004: | Cuartos de final |
| 2006: | Cuartos de final |
| 2008: | No clasificó     |
| 2010: | No clasificó     |

### Copa Mundial Sub-17
| 2008: | No clasificó |
| 2010: | No clasificó |